# Ursynów metróállomás
Az Ursynów egy metróállomás Varsóban a varsói M1-es metró vonalán.

## Szomszédos állomások
A metróállomáshoz az alábbi állomások vannak a legközelebb:
- Służew (Młociny, M1-es metróvonal)
- Stokłosy (Kabaty, M1-es metróvonal)

## Átszállási kapcsolatok
| M1 (Młociny ↔ Kabaty) |                        |                         |
| Állomás               | Átszállási kapcsolatok | Fontosabb létesítmények |
| Ursynów               | 136, 179, 195, 209     |                         |